# Князелуцкий, Северин фон
Северин фон Князелуцкий (нем. Severin von Kniaziołucki, пол. Seweryn Kniaziołucki; 24 марта 1854 — 24 февраля 1913) — австро-венгерский государственный деятель польского происхождения. В 1899 — исполняющий обязанности министра финансов Цислейтании.

## Жизнь и карьера
Изучал право в Львовском университете. С 1872 работал на железнодорожном транспорте. В 1879 перешел на работу в венский банк Bodencreditanstalt. В 1892 по предложению Леона Билинского назначен руководителем управления государственных железных дорог. В 1895 перешел на работу в министерство финансов, с 1899 — шеф секции министерства. Активно участвовал в разработке пенсионной системы для государственных служащих.
В 1899 в течение нескольких месяцев исполнял обязанности министра финансов.